# قایق توپ‌دار کلاس کی۱
قایق توپ‌دار کلاس کی۱ (به انگلیسی: K1-class gunboat) یک کلاس از قایق‌های توپ‌دار است که طول آن ۸۲٫۵ متر (۲۷۱ فوت) می‌باشد.